# Winslow Reef, Cooköarna
Winslow Reef är ett korallrev i Cooköarna. Det ligger i den nordvästra delen av landet, 140 km nordväst om huvudstaden Avarua.